# 多鳞爬岩鳅
多鳞爬岩鳅（学名：Beaufortia polylepis）为辐鳍鱼纲鲤形目平鳍鳅科爬岩鳅属的鱼类。在中国，分布于南盘江水系等。该物种的模式产地在宜良。体长可达3.9公分至4.8公分。
其种加词“polylepis”意为“多鳞的”。